# Takata (Fukuoka)
Takata (jap. 高田町, -machi) war eine Stadt im Miike-gun in der Präfektur Fukuoka in Japan, die am 29. Januar 2007 mit den Städten Yamakawa und Setaka unter dem Namen Miyama zu einer Stadt vereinigt wurde.
Im Jahre 2003 hatte Takata eine geschätzte Bevölkerung von 14.525 Personen auf einer Fläche von 41,01 km², was einer Bevölkerungsdichte von 354,18 Einwohnern je km² entspricht.